# Soulifeのいっぽ、二歩、散歩
『Soulifeのいっぽ、二歩、散歩』（ソウライフ- にほさんぽ）は、2007年10月から2013年3月まで放送されていた30分間のラジオ番組である。当初は15分番組で、2008年末から30分番組に拡大された。東京と岡山のスタジオで収録していた。

## 放送時間
2010年7月 - 2013年3月
- エフエムくらしき：毎週土曜日17:30 - 17:59
- エフエムゆめウェーブ：毎週土曜日18:00 - 18:29
- 放送翌日以降にインターネット配信をする。

## 過去のネット局
- Radio momo（放送開始 - 2008年末15分番組の時のみネット）
- レディオBINGO（放送開始 - 2011年3月 2011年4月の番組改編で打ち切り）

## 主なコーナー
『”きらり”エコな人』
毎週、地元でがんばっている人を招いて送るコーナー。
良質な音楽をピックアップするコーナー等。